# 拜仁頌
拜仁頌（Bayernhymne）是巴伐利亞州的州歌。这首歌曲由馬克斯·昆兹（Max Kunz）作曲於1835年。1946年，拜仁頌正式成為巴伐利亞州州歌。1980年，拜仁頌確定為現在的版本，僅有前兩節被保留。類似其他州歌，這首歌曲也包括了眾多象徵性表現。

## 外部連結
- Official site of the Bavarian Parliament （页面存档备份，存于） (in German)
- Official site of the Bavarian Government （页面存档备份，存于） (in German, includes audio)